# 太和鎮
太和鎮（たいわちん）は、広州市白雲区の街道。現行行政地名は太和鎮和珊社区、太和鎮聯升社区などの社区8個、村11個がある。面積は164.62km２。

## 地理
広州市白雲区の北部に位置している。

## 行政区画
社区8個、村11個を管轄する。

## 施設

### 交通
・地下鉄の駅：